# Proparacytheridea
Proparacytheridea is een geslacht van uitgestorven kreeftachtigen uit de klasse van de Ostracoda (mosselkreeftjes).

## Soort
- Proparacytheridea acuminata Purper, 1979 †